# Floresta Nacional de Lorena
A floresta nacional de Lorena é um reservatório de Mata Atlântica, localizada entre a Serra do Mar e a Serra da Mantiqueira, no estado de São Paulo. Situa-se próxima ao município de Lorena.
É considerada uma unidade de conservação de uso sustentável pela portaria nº 246, de 18 de julho de 2001. Distante aproximadamente 180 km da cidade de São Paulo, abrange uma área de 249,31 hectares.
Anteriormente tendo sido doado pela prefeitura de Lorena ao Ministério da Agricultura, o local foi totalmente reflorestado com espécies nativas, como angico, pau-jacaré, ingá, diversos tipos de ipês, pérola vegetal, mirindiba, paineira, pau-viola, jacarandá-da-bahia,  pau-brasil, jequitibá, escova-de-macaco, palmito, quaresmeira, cedro, sapucaia, entre outras. É administrada pelo Instituto Chico Mendes de Conservação da Biodiversidade (ICMBio).